# Chad Williams
Chad Williams (Baton Rouge, 19 ottobre 1994) è un giocatore di football americano statunitense che milita nel ruolo di wide receiver per gli Arizona Cardinals della National Football League  (NFL).

## Carriera

### Arizona Cardinals
Williams al college giocò a football alla Grambling State University dal 2013 al 2016. Fu scelto nel corso del terzo giro (98º assoluto) nel Draft NFL 2017 dagli Arizona Cardinals. Debuttò come professionista subentrando nella gara del primo turno contro i Detroit Lions. La settimana successiva fece registrare la prima ricezione su un passaggio da 15 yard del quarterback Carson Palmer nella vittoria sugli Indianapolis Colts.

### Indianapolis Colts
Il 2 settembre 2019 Williams firmò con la squadra di allenamento degli Indianapolis Colts.